# Теодор, Жозеф
Жозеф Давильмар Теодор (фр. Joseph Davilmar Théodore; 1847, Фор-Либерте — 13 января 1917) — президент Гаити с 7 ноября 1914 по 22 февраля 1915 года.
Родился в Фор-Либерте на севере страны. Был военным. Организовал восстание производителей какао против президента Ореста Замора. Он не смог заплатить крестьянам, как он обещал перед началом восстания, поэтому вскоре он был отстранен от власти, а на пост президента был избран Жан Вильбрен Гийом Сан.